# Resolución 1428 del Consejo de Seguridad de las Naciones Unidas
La resolución 1428 del Consejo de Seguridad de las Naciones Unidas, aprobada por unanimidad el 30 de julio de 2002, tras recordar resoluciones anteriores sobre Israel y el Líbano, incluidas las resoluciones 425 (1978), 426 (1978), 1310 (2000), 1337 (2001), 1365 (2001) y 1391 (2002), decidió prorrogar el mandato de la Fuerza Provisional de las Naciones Unidas en el Líbano (FPNUL) por otros seis meses, hasta el 31 de enero de 2003. 
El Consejo de Seguridad recordó la conclusión del Secretario General Kofi Annan de que Israel había retirado sus fuerzas del Líbano el 16 de junio de 2000, de conformidad con la Resolución 425. Destacó el carácter temporal de la operación de la FPNUL y señaló que ésta había completado dos de las tres partes de su mandato .
Se pidió al Secretario General que siguiera ejecutando la reconfiguración y el redespliegue de la FPNUL. Se pidió al Gobierno libanés que creara un ambiente de calma y restableciera su autoridad en el sur del Líbano mediante el despliegue de fuerzas libanesas. Se instó a las partes a garantizar la plena libertad de movimiento de la FPNUL y a garantizar su seguridad. Se pidió a Israel y al Líbano que cumplieran sus compromisos de respetar la línea de retirada identificada por las Naciones Unidas y se condenaron todas las violaciones de la línea por aire, mar y tierra, además de suscitar la preocupación del Consejo. 
La resolución apoyó los esfuerzos de la FPNUL para supervisar las violaciones de la línea de retirada y los esfuerzos de desminado . Se pidió al Secretario General que continuara las consultas con el Gobierno del Líbano y los países que aportan contingentes sobre la aplicación de la resolución actual. Además, le encargó que informara sobre las actividades de la FPNUL, incluida su reconfiguración técnica, y sobre las tareas realizadas por el Organismo de las Naciones Unidas para la Vigilancia de la Tregua (ONUVT).
Por último, la resolución concluye destacando la importancia de una paz justa y duradera en el Oriente Medio basada en las resoluciones pertinentes del Consejo de Seguridad, incluidas la 242 (1967) y la 338 (1973).